# راشيل كروتو
راشيل كروتو (بالإنجليزية: Rachel Crotto)‏ (ولدت في 25 ديسمبر 1958) وهي لاعبة شطرنج أمريكية تحمل لقب أستاذ دولي في (الشطرنج) (WIM ،1978). وهي الفائزة مرتين في بطولة الولايات المتحدة للشطرنج للسيدات (1978 ، 1979).

## حياتها
من السبعينات إلى الثمانينات، كانت راشيل كروتو واحدة من لاعبي الشطرنج الرائدين في الولايات المتحدة. لعبت في أول بطولة نسائية لها في الولايات المتحدة في سن الثانية عشرة. فازت مرتين ببطولة الشطرنج للنساء في الولايات المتحدة عام 1978 (مع ديان سافيردايد) و 1979. في عام 1978، حصلت راشيل كروتو على لقب أستاذ دولي في (الشطرنج).
لعبت راشيل كروتو في الولايات المتحدة في أولمبياد الشطرنج للسيدات:
- في عام 1976 ، في الدورة الثانية في أولمبياد الشطرنج 1976 (نساء) في حيفا (+5 ، = 2 ، -2) ،
- في عام 1980 ، في الدورة الثانية في أولمبياد الشطرنج التاسع (النساء) في فاليتا (+4 ، = 3 ، -4) ،
- في عام 1982 ، في أولمبياد الشطرنج العاشر (نساء) في لوسرن (+4 ، = 2 ، -3) ،
- في عام 1984 ، في أولمبياد الشطرنج السادس والعشرين (نساء) في سلانيك (+8 ، = 2 ، -1) وفازت بالميدالية الفضية الفردية،
- في عام 1986 ، في أولمبياد الشطرنج السابع والعشرين (النساء) فيدبي (+1 ، = 1 ، -5).

شاركت راشيل كروتو مرتين في بطولة الشطرنج العالمية للنساء الشطرنج:
- في عام 1979 ، شاركت في بطولة انترونال في ريو دي جانيرو المركزين الثاني عشر إلى الثالث عشر[4]
- في عام 1982 ، تقاسمت في بطولة انترونال في باد كيسينغن المركز الخامس عشر والسادس عشر.[5]
- منذ عام 1986 ، نادراً ما شاركت في بطولات الشطرنج.

## وصلات خارجية
- راشيل كروتو على موقع الاتحاد الدولي للشطرنج (الإنجليزية)
- راشيل كروتو على موقع مباريات الشطرنج (الإنجليزية)
- راشيل كروتو على موقع 365Chess.com (الإنجليزية)
- راشيل كروتو على موقع Chesstempo.com (الإنجليزية)
- راشيل كروتو على موقع الاتحاد الأمريكي للشطرنج (الإنجليزية)
- راشيل كروتو سجل أولمبياد الشطرنج للسيدات على موقع OlimpBase.org (الإنجليزية)
- Rachel Crotto chess games at 365Chess.com